# Rotala myriophylloides
Rotala myriophylloides är en fackelblomsväxtart som beskrevs av Friedrich Welwitsch och William Philip Hiern. Rotala myriophylloides ingår i släktet Rotala och familjen fackelblomsväxter. Inga underarter finns listade i Catalogue of Life.